# 태즈먼 (브라우저 엔진)
태즈먼(Tasman)은 마이크로소프트사가 개발한 레이아웃 엔진의 이름으로 인터넷 익스플로러 5의 매킨토시 버전에 도입되었다. 맥용 인터넷 익스플로러의 개발에 있어 새로운 기능이기도 하다. 태즈먼은 W3C가 정의한 웹 표준 지원을 개선하는 데 이용하였다. 공개 직후 태즈먼은 HTML, CSS와 같은 웹 표준을 가장 잘 지원하는 레이아웃 엔진으로 여겨지게 되었다. 맥용 인터넷 익스플로러는 더 이상 지원되지 않지만 새로운 버전의 태즈먼은 현재의 다른 마이크로소프트 제품군에 추가되어 있다.
Tantek Çelik는 태즈먼 엔진 개발팀을 이끌었다.
태즈먼은 나중에 맥 오에스 텐용 MSN의 레이아웃 엔진으로 사용되었다. 인터넷 익스플로러 7이 태즈먼 레이아웃 엔진을 이용한다는 이야기가 오고가기도 했지만 그것은 사실이 아니며 트라이던트 V를 사용하는 것으로 알려져 있다.

## 같이 보기
- 레이아웃 엔진

## 참고
1. ↑  Microsoft Unveils Faster, Simpler and More Reliable Internet Explorer 5 Macintosh Edition: Macintosh Business Unit Commits to Product Line Support for Apple's Mac OS X
2. ↑  MacEdition : CodeBitch : June 16, 2003
3. ↑  http://tantek.com/projects/resume.html